# أيبورو (ساسكاتشوان)
أيبورو (بالإنجليزية: Eyebrow, Saskatchewan) هي قرية تقع في كندا في ساسكاتشوان. يقدر عدد سكانها بـ 135 نسمة ومساحتها 2.70 كم2 .